# Ik Voel Me Zo Verdomd Alleen
«Ik Voel Me Zo Verdomd Alleen» (trad. «I'm feeling so goddamn alone» en inglés, «Me siento terriblemente solo» en español) es una canción holandesa de 1984 que fue compuesta como tema principal de la película Ciske de Rat, y que narra en primera persona la soledad que siente un niño marginado, personaje principal de la película. El tema pasó a ser un clásico del repertorio musical popular de Holanda.

## Composición e interpretación
La música fue compuesta por Erik Van Der Wurff (1945-2014) —compositor y productor holandés, a cargo de quien corre la banda sonora de la película— y por Herman van Veen, escritor, cantante y actor, creador del célebre personaje de dibujos animados Alfred J. Kwak. Herman van Veen actúa en la película en el papel de Meester Bruis, profesor de Ciske, que desempeña un importante rol en su historia. La letra fue escrita por Karin Loomans, guionista de la película.
El tema fue cantado por Danny de Munk, el mismo niño que desempeñó el papel protagonista en Ciske de Rat. Con el tiempo, se ha convertido en un tema recurrente en las actuaciones de Danny, que desarrolló una carrera posterior como cantante y actor de musicales.

## Repercusión
Unida al éxito de la película, la canción pronto se posicionó en las listas holandesas y fue incluida en el recopilatorio Het Beste Uit De Top 40 Van Het Jaar'84, convirtiéndose en un clásico del repertorio pop de Holanda.
Por su parte, el doble desempeño como actor y cantante reveló el talento de Danny de cara a la industria holandesa. Después de «Ik Voel Me Zo Verdomd Alleen», comenzó una carrera como cantante juvenil que, con el paso de los años, dio lugar a diez discos, 26 sencillos y un recopilatorio. Actualmente, Danny se ha afianzado como un talentoso artista de éxito que ha participado en musicales como Les Miserables y ha desarrollado otros como Ciske de Rat. De Musical, que en el 2019 sigue conociendo reposiciones. La canción «Ik Voel Me Zo Verdomd Alleen» sigue siendo uno de los temas principales de este musical, además de aparecer en otras actuaciones cantada por el mismo Danny junto a voces blancas.
Además, ha sido interpretado varias veces en The Voice Kids, la última en 2019.

## Versiones
- 2015 - Lil' Kleine & Andre Hazes Jr.[16]